# Ahmad Al-Shamy
Ahmad Al-Shamy (arab. أحمد الشامي; ur. 10 października 1965) – syryjski zapaśnik walczący w obu stylach. Olimpijczyk z Seulu 1988, gdzie odpadł w eliminacjach w kategorii 90 kg w stylu wolnym.
Brązowy medalista na igrzyskach azjatyckich w 1990 w stylu klasycznym i szósty w stylu wolnym. Czwarty na mistrzostwach Azji w 1992. Szósty na igrzyskach śródziemnomorskich w 1987 i siódmy w 1991. Trzeci na igrzyskach panarabskich w 1992 roku.

## Turniej wSeulu 1988
| Konkurencja         | Walki             | Walki                 | Walki                         | Klas. końcowa         |
| Konkurencja         | Przeciwnik I      | Przeciwnik II         | Przeciwnik III                | Miejsce               |
| ------------------- | ----------------- | --------------------- | ----------------------------- | --------------------- |
| styl wolny do 90 kg | Kim Tae-u (KOR) P | Bakary Sanneh (GAM) Z | Macharbiek Chadarcew (ZSRR) P | odpadł w eliminacjach |